# Antarctodon
 (juillet 2019).
Antarctodon sobrali
Genre
Espèce
Antarctodon est un genre éteint de mammifères qui vivait au début de l’Éocène (fin de l’Yprésien) en Antarctique.

## Espèces
Selon Paleobiology Database (20 juillet 2019) :
- † Antarctodon sobrali Bond et al., 2011 - espèce type et unique espèce connue à ce jour.

## Étymologie
Le genre Antarctodon, composé du préfixe « Antarc » pour Antarctique et de « odon », dérivé du grec ancien ὀδούς, odoús, « dent », a été choisi en référence au lieu de découverte, l'île Seymour au large de la péninsule Antarctique.
Le nom spécifique de l'espèce Antarctodon sobrali a été choisi en l'honneur de José María Sobral, géologue et lieutenant de marine argentin qui a pris part à l'Expédition Antarctic (1901-1904) dirigée par Otto Nordenskjöld.

## Publication originale
- (en) Mariano Bond, Alejandro Kramarz, Ross D. E. Macphee et Marcelo Reguero, « A New Astrapothere (Mammalia, Meridiungulata) from La Meseta Formation, Seymour (Marambio) Island, and a Reassessment of Previous Records of Antarctic Astrapotheres », American Museum Novitates, New York, Musée américain d'histoire naturelle, vol. 3718, no 3718,‎ juin 2011, p. 1-16 (ISSN 0003-0082 et 1937-352X, OCLC 47720325, DOI 10.1206/3718.2, lire en ligne).